# Renesse (film)
Renesse è un film del 2016 diretto da Willem Gerritsen.

## Trama
Quattro adolescenti - Bas, Luca, Daniel e Thijs - decidono di trascorrere le vacanze estive in un campeggio sulla spiaggia di Renesse. Ufficialmente per spargere le ceneri del nonno di Bas e Thijs, ma in realtà per riuscire a fare sesso con delle ragazze.

## Accoglienza

### Botteghino
Girato con un budget stimato di 1.540.000 euro, il film ha incassato in tutto il mondo 506.588 dollari.